# Rostov Arena
La Rostov Arena (in russo «Ростов Арена»?) è uno stadio di calcio, situato a Rostov sul Don, Russia.
Con una capienza di 43 472 posti a sedere, ospita le partite casalinghe del FC Rostov. Lo stadio è stato utilizzato per ospitare alcune partite del campionato mondiale di calcio 2018.

## Coppa del Mondo FIFA 2018

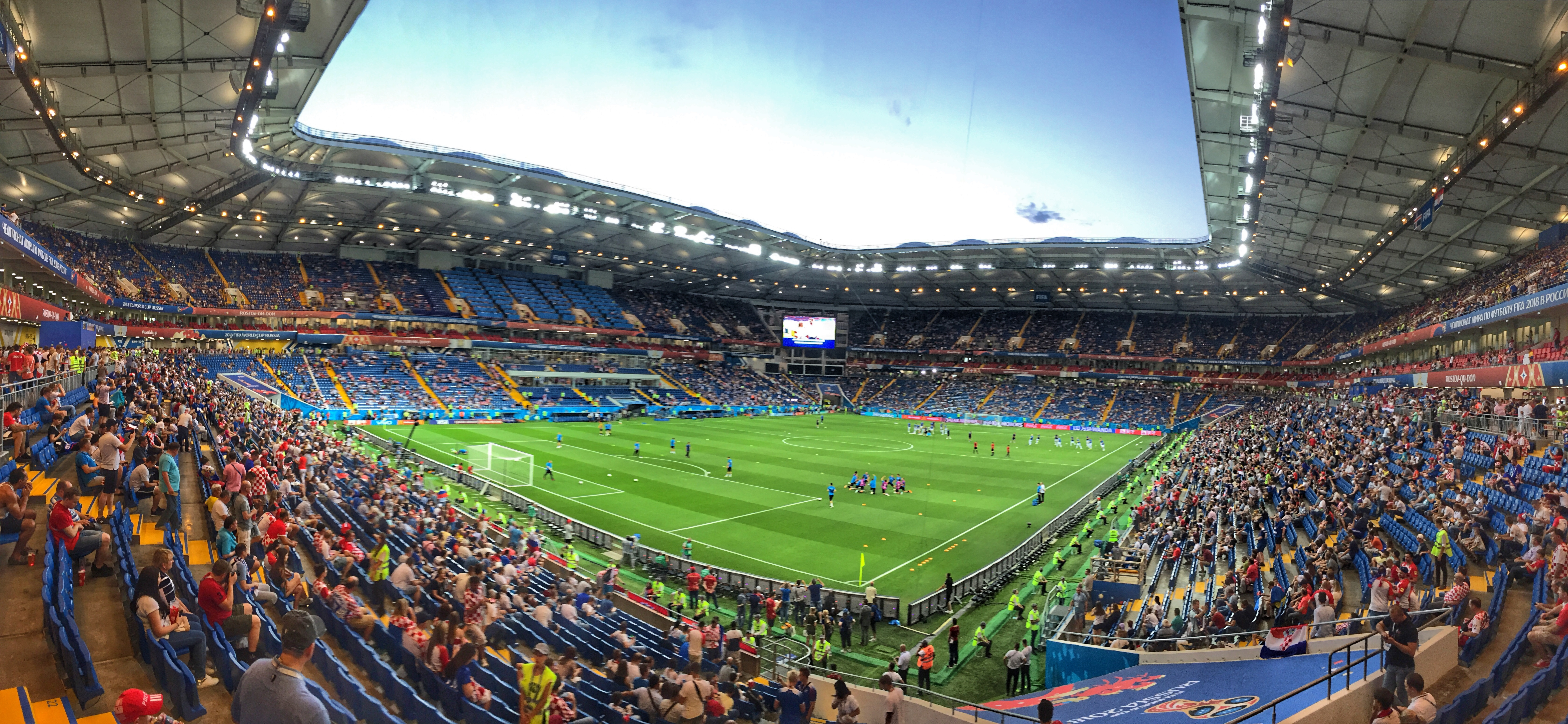
Interni dello stadio durante la partita Islanda-Croazia

| Data           | Ora   | Squadra #1    | Ris.  | Squadra #2     | Fase del torneo  | Spettatori |
| -------------- | ----- | ------------- | ----- | -------------- | ---------------- | ---------- |
| 17 giugno 2018 | 21:00 | Brasile       | 1 - 1 | Svizzera       | Girone E         | 43 109     |
| 20 giugno 2018 | 18:00 | Uruguay       | 1 - 0 | Arabia Saudita | Girone A         | 42 678     |
| 23 giugno 2018 | 18:00 | Corea del Sud | 1 - 2 | Messico        | Girone F         | 43 472     |
| 26 giugno 2018 | 21:00 | Islanda       | 1 - 2 | Croazia        | Girone D         | 43 472     |
| 2 luglio 2018  | 21:00 | Belgio        | 3 - 2 | Giappone       | Ottavi di finale | 41 466     |